# Stratiphoromyces brunneisporus
Stratiphoromyces brunneisporus är en svampart som beskrevs av Goh & K.D. Hyde 1998. Stratiphoromyces brunneisporus ingår i släktet Stratiphoromyces, divisionen sporsäcksvampar och riket svampar.   Inga underarter finns listade i Catalogue of Life.